# Palenie krzyża

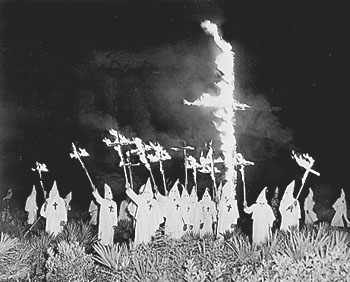
Palenie krzyża przez Ku Klux Klan (1922)

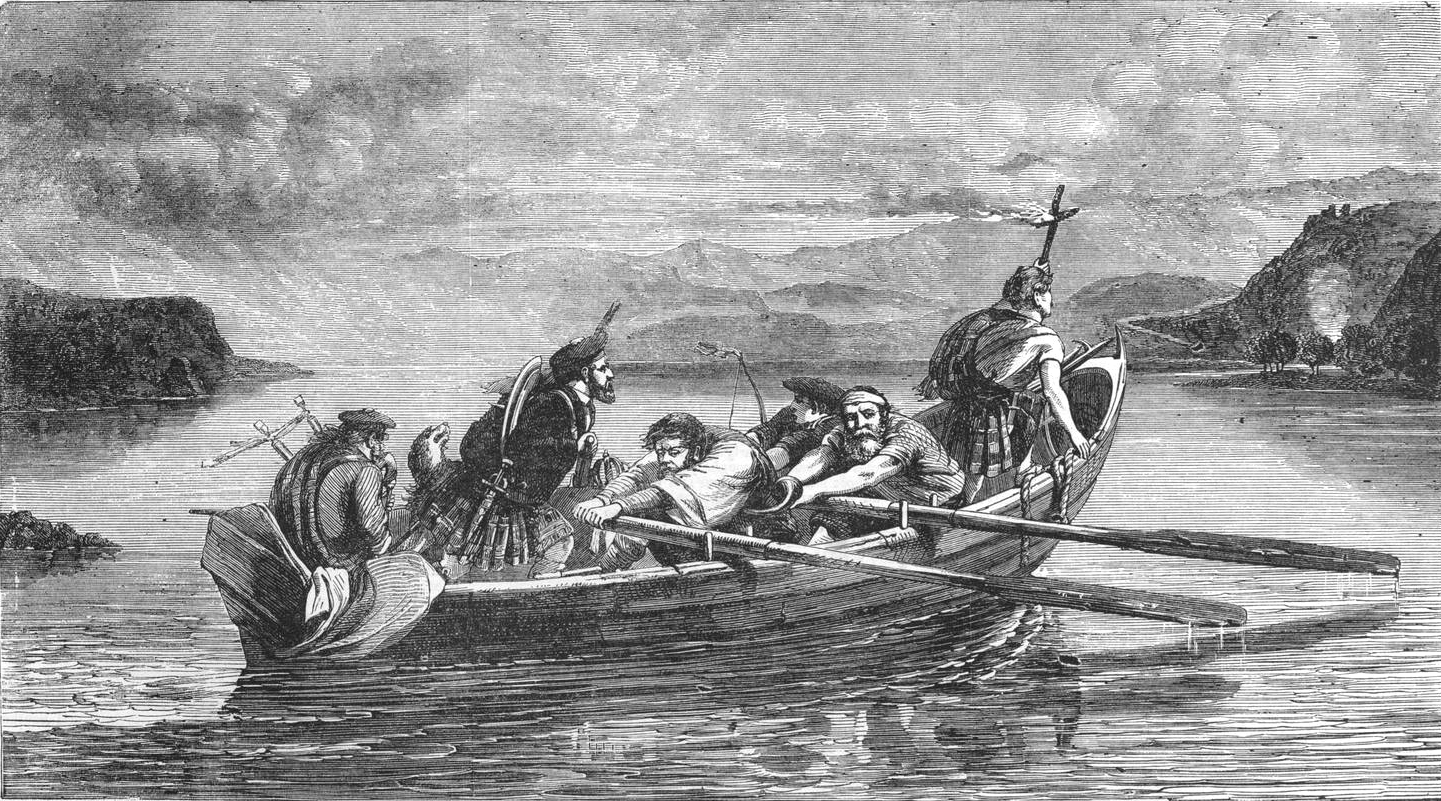
Szkocki klan z płonącym krzyżem

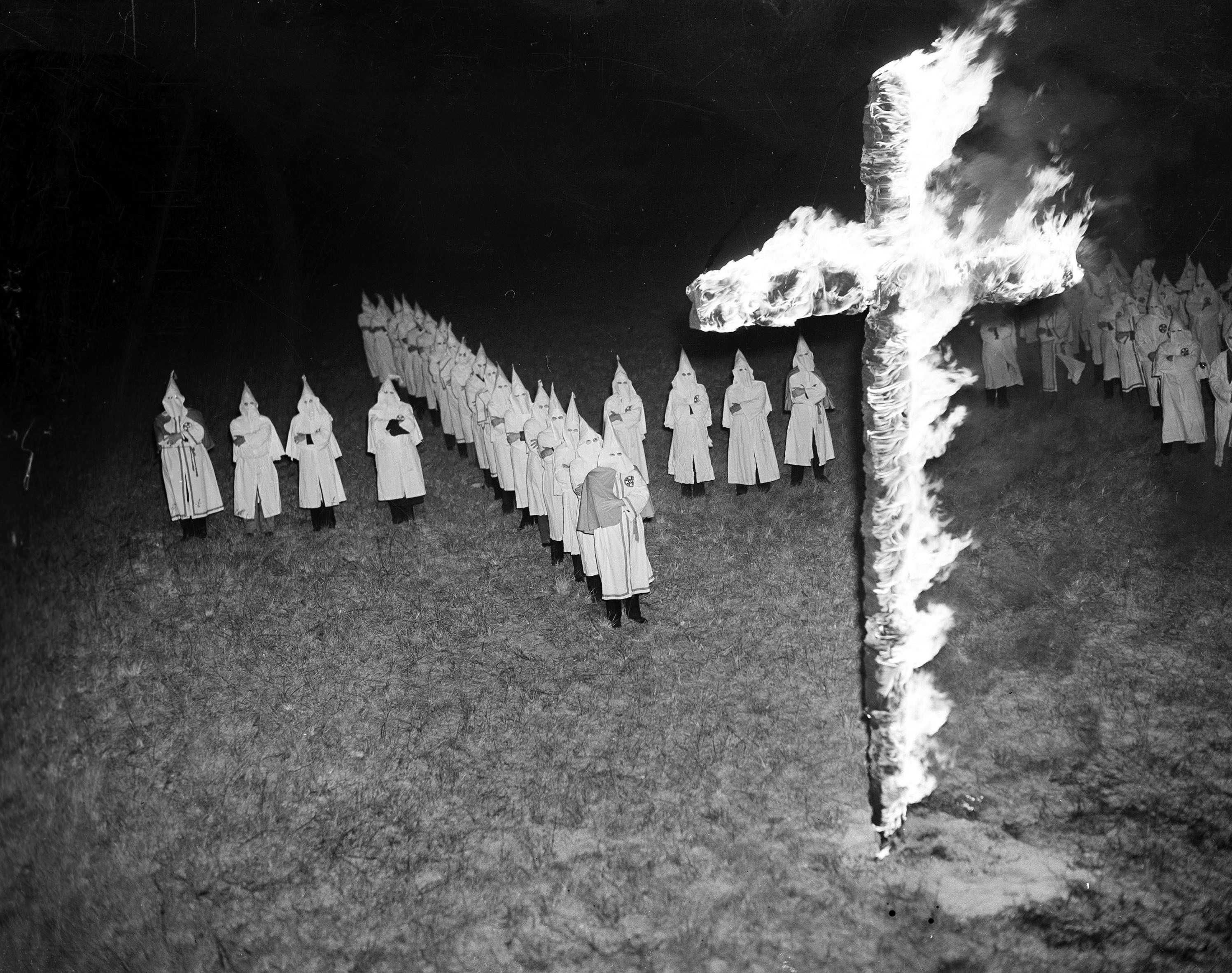
Palenie krzyża przez Ku Klux Klan (1939)

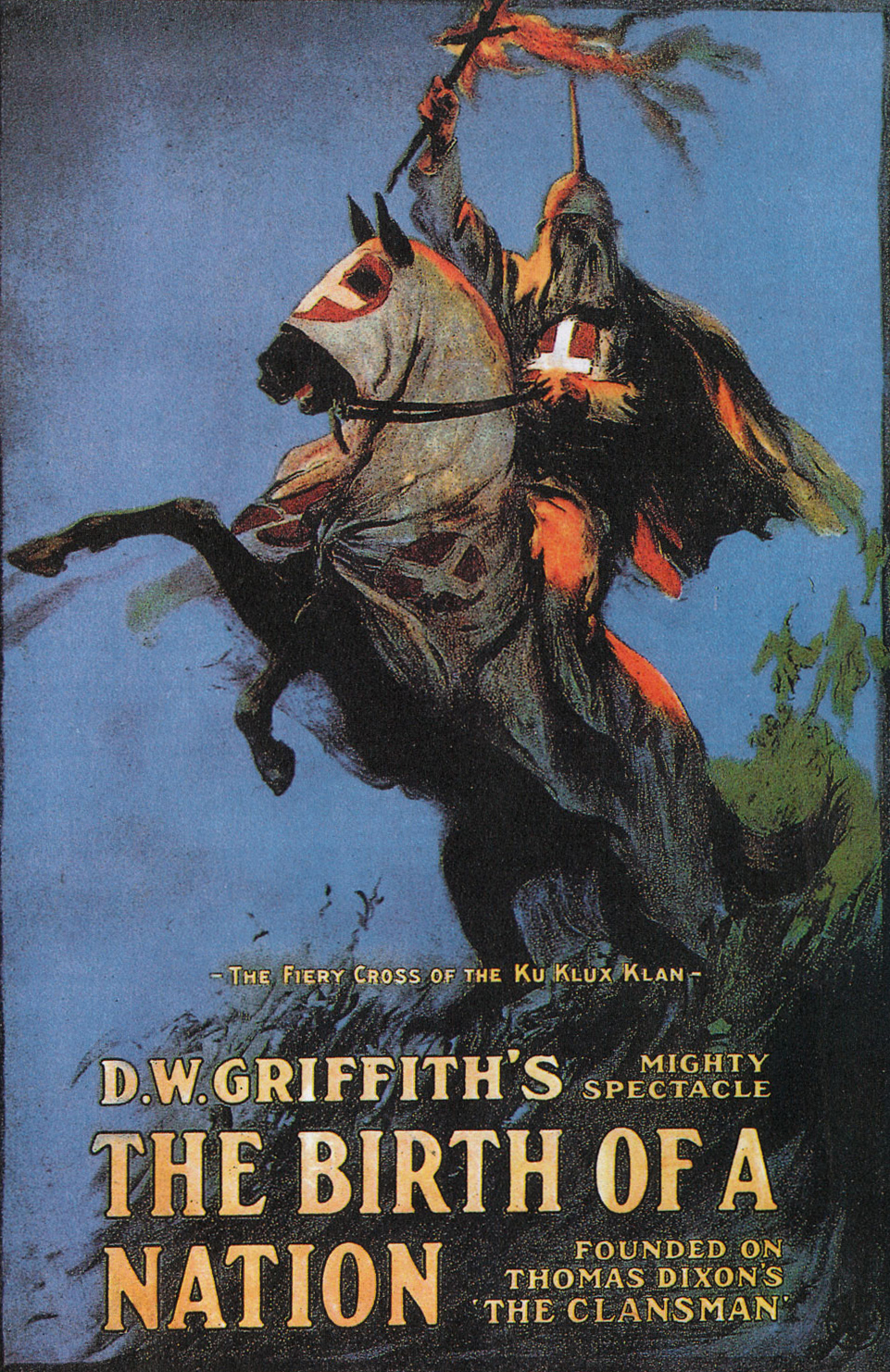
Plakat promujący film Narodziny narodu (1915)

Palenie krzyża – praktyka kojarzona współcześnie z amerykańską organizacją rasistowską Ku Klux Klan, jednakże stosowana na długo przed powstaniem organizacji. Od początku XX wieku Ku Klux Klan palił krzyże na zboczach wzgórz, aby zastraszać Afroamerykanów i inne marginalizowane przez organizację grupy.

## Szkockie korzenie
W Szkocji ognisty krzyż, znany jako crann-tara, był używany jako wypowiedzenie wojny. Ten znak zobowiązywał wszystkich członków klanu do zjednoczenia się w obronie swojego terytorium. Przy innych okazjach z miasta do miasta niesiono mały płonący krzyż. Był używany podczas wojny między Wielką Brytanią a Stanami Zjednoczonymi (1812–1815), jako środek mobilizacji przeciwko najeźdźcom szkockich Fencibles i milicji, które osiedliły się w hrabstwie Glengarry w Ontario. W Szkocji ognisty krzyż został użyty w 1745 roku podczas powstania jakobickiego, co zostało później opisane w powieściach i poezji Waltera Scotta, szczególnie w Dziewicy z Jeziora (1810). W 1820 roku ponad 800 wojowników klanu Grantów zebrało się po przejściu płonącego krzyża, aby przyjść z pomocą wodzowi klanu i jego siostrze w szkockim mieście Elgin.

## Symbol Ku Klux Klanu
Pomimo tego że pierwszy Ku Klux Klan w okresie „rekonstrukcji” (1865–1877) nie palił krzyży, to praktyka ta pojawia się w jednej ze scen powieści The Clansman (1905), autorstwa Thomasa Dixona Jr. Scenie tej towarzyszy ilustracja autorstwa Arthura I. Kellera, przedstawiająca dwóch ubranych w szaty, niezamaskowanych członków Ku Klux Klanu, z których jeden trzyma płonący krzyż nad związanym i zakneblowanym Afroamerykaninem z zawiązanymi oczami, podczas gdy pozostali członkowie organizacji w szatach i kapturach przyglądają się temu. Płonący krzyż jest także wspomniany w innej powieści Dixona The Traitor: A Story of the Fall of the Invisible Empire (1907), kiedy Wielki Smok rzuca płonący krzyż na stertę zrzuconych szat i regaliów Ku Klux Klanu, zgodnie ze swoim rozkazem rozwiązania organizacji. Tej scenie towarzyszy ilustracja autorstwa Charlesa Davida Williamsa, przedstawiająca zgromadzenie członków Ku Klux Klanu nad płonącym stosem szat i regaliów, trzymających trzy płonące krzyże.

## Palenie krzyży w USA
W Stanach Zjednoczonych pierwsze odnotowane spalenie krzyża miało miejsce 25 listopada 1915 roku, dziesięć miesięcy po premierze niemego filmu Narodziny narodu w reżyserii D.W. Griffitha, kiedy grupa mężczyzn pod przewodnictwem Williama Josepha Simmonsa spaliła krzyż na szczycie góry Stone Mountain w stanie Georgia, inaugurując w ten sposób odrodzenie Ku Klux Klanu. W wydarzeniu wzięło udział 15 członków założycieli i kilku byłych członków pierwszego Ku Klux Klanu.
Według dziennikarza i obrońcy praw obywatelskich Careya McWilliamsa w Kalifornii w latach trzydziestych XX wieku, spalono kilka krzyży w ramach praktyk zastraszania stosowanych przez grupy samoobrony zorganizowane przez Associated Farmers of California, celem przerwania strajków osób zbierających płody rolne.
W 1956 roku spalono krzyże podczas bojkotu autobusów w Tallahassee na Florydzie, w proteście przeciwko zniesieniu w nich segregacji rasowej.

## Sytuacja prawna w USA
W 2003 roku Sąd Najwyższy Stanów Zjednoczonych orzekł że choć stan ma prawo zakazać palenia krzyży celem zastraszenia, to nie może jednak uchwalić prawa stanowiącego, że jakiekolwiek palenie krzyży stanowi dowód zamiaru zastraszenia. Sąd Najwyższy uchylił tym samym ustawę o zakazie palenia krzyży w Wirginii jako niezgodną z amerykańską konstytucją, ponieważ była zbyt ogólnikowa prawnie.